# تامنا
تامنا (به لاتین: Tâmna) یک روستا در رومانی است که در شهرستان مهدینتسی واقع شده‌است.

## خصوصیات
تامنا ۳٬۷۱۵ نفر جمعیت دارد.